# Дорога на Арлингтон
«Дорога на Арлингтон» (англ. Arlington Road) — американский фильм 1999 года, детективный триллер о терроризме, его причинах и последствиях.
Слоган фильма: «On July 9, terror hits home».

## Сюжет
Идея картины построена на трагическом опыте вымышленного взрыва административного здания в Сент-Луисе (подразумевается теракт в Оклахома-Сити). Тогда террорист погиб во время взрыва, и расследование пришло к выводу, что действовал он в одиночку. Авторы рассматривают гипотезу о том, что погибший террорист был жертвой тщательно продуманного заговора.
Профессор истории в Университете Джорджа Вашингтона Майкл Фарадей (Джеф Бриджес), чья жена, работавшая в ФБР, погибла во время операции против предполагаемых экстремистов правого толка, начинает подозревать, что его новый сосед Оливер Лэнг (Тим Роббинс) готовит террористический акт, собираясь взорвать крупный правительственный объект. 

### Завязка
Начинается фильм с несчастного случая, произошедшего с сыном Лэнга, Брэйди. Майкл отвозит Брэйди в больницу и знакомится с его родителями — Шерил и Оливером Лэнг. Лэнги благодарны Майклу за спасение жизни их сына и приглашают его к себе на ужин.
Майкл приходит к соседям со своей подругой и бывшей студенткой Брук. Брэйди уже выписали из больницы — раны оказались легкими. Он и сын Майкла Грант становятся друзьями. Майкл и Оливер рассказывают о себе. Оливер — инженер-строитель, сейчас работает над одним крупным проектом в городе. Разговор переходит в рассуждения о политике: Майкл и Оливер сходятся в критическом отношении к американской администрации. Затем Майкл неожиданно заговаривает о своей погибшей жене, о том, как тяжело они с Грантом перенесли её уход, затем выходит на крыльцо, не в силах сдержать слёз. Оливер выходит к нему и говорит слова поддержки. Майкл говорит, что Грант до сих пор не до конца отошёл от смерти матери, замкнулся в себе, что ему очень тяжело заводить друзей, и здорово, что у него появился «друг в доме напротив».
Позднее Оливер рассказывает Майклу об организации «Юные следопыты», в которой состоит его сын Брэйди. Они организуют летний лагерь для детей, учат их выживать на природе, ходят в походы и т. д. Он рекомендует Майклу отдать туда Гранта. Грант хочет поехать туда вместе с Брэйди, но Майкл сомневается. В это время у него с сыном возникло напряжение из-за его отношений с Брук. 

### Подозрения и расследование
Через некоторое время в почтовый ящик Майкла по ошибке попадает конверт на имя Оливера Лэнга. Это рассылка от комитета выпускников Канзасского Университета. Однако за ужином Оливер называл другой университет, а также говорил, что никогда не бывал на восточном побережье страны.
Майкл отдает конверт Оливеру, а тот говорит, что видимо произошла ошибка.
Майкл замечает на столе в гостиной чертеж какого-то здания. Оливер объясняет, что это проект крупного торгового центра, над которым он сейчас работает. Однако Майклу кажется, что чертеж больше похож на административное здание. С этого момента Майкл стал подозревать, что Оливер что-то скрывает. А после того, как в его ящике снова очутился конверт на имя Лэнга, начинает выяснять правду. Сперва Майкл выясняет, что Оливер не учился в названном им университете. Однако и в Университете Канзаса нет данных о нём. Затем в архиве штата Канзас ему сообщают, что Оливер Лэнг скончался в результате несчастного случая много лет назад. Далее в библиотеке он находит ежегодник Канзасского Университета с фотографиями выпускников. В нём за указанный в рассылке год также нет никакого Оливера Лэнга. Зато он натыкается на фото, на котором без сомнения его сосед. Однако имя под ним — Уильям Фэнимор. В подшивке местной газеты «Канзас-Сити Стар» Майкл находит несколько статей о Фэниморе. О том, что его отец-фермер покончил с собой, когда Уильяму было 16 лет, после того, как правительство отняло у него дом и землю. И что затем Уильям пытался бросить самодельную бомбу в местное административное здание, за что отсидел несколько лет в колонии для несовершеннолетних. Майкл вновь звонит в архив, где ему сообщают, что Уильям Фэнимор и Оливер Лэнг были родом из одного города, родились в один год, и что на другой день после того, когда Лэнг погиб, Фэнимор взял его имя и фамилию. Майкл пытается привлечь к своему расследованию федерального агента Уита Карвера (Роберт Госсет), бывшего сослуживца его жены. Но
тот считает его расследование паранойей профессора, которого до неё довел его университетский курс по терроризму. Карвер отказывается использовать свои каналы для выяснения других сведений, однако сообщает Майклу, что ФБР проверяло Лэнга-Фэнимора в связи со взрывом в Сент-Луисе, как и многих других, имеющих отношение к терроризму. Но ничего на него не нашли. Фамилию он сменил законно.

### Лекция Майкла о теракте в Сент-Луисе
По ходу того, как Майкл ведет своё расследование, он продолжает читать студентам курс по терроризму и экстремизму в США. В одной из лекций он подвергает критике официальную версию властей о теракте в Сент-Луисе. В ней сказано, что террорист был одиночкой. Но в деле масса нестыковок. Этот человек был электриком, а в армии служил в отряде подрывников и конечно обладал всеми навыками, чтобы изготовить бомбу. Однако, ранее за ним не было ни одного преступления, кроме штрафа за неправильную парковку. В армии и на работе он характеризуется как добрый, веселый и открытый человек. Да, у него был большой долг по кредиту. Но версия, что он мстил банку, который находился во взорванном здании, не выдерживает критики. Банк не подавал против него никаких исков о взыскании задолженности. Он получал неплохую зарплату, а за неделю до теракта получил повышение на работе. Друзья заявляют, что у него не было никаких признаков депрессии или злобы, к тому же он собирался съехаться со своей девушкой. Майкл задает студентам вопрос: «Похоже ли все вышесказанное на портрет террориста-самоубийцы?» Студенты спрашивают: «Зачем правительству лгать о террористе-одиночке?» Отвечая, Майкл спрашивает одну студентку: 

— Что вы испытали, когда узнали о теракте?

— Страх. Чувство незащищенности…

— А что вы почувствовали, когда вам сказали, что террорист был одиночкой?

— Облегчение.

— Вот именно.

### Рассказ Майкла о гибели жены
В другой лекции Майкл поднимает вопрос о работе властей с конфиденциальной информацией о людях, о границах вторжения в личную жизнь и о правомерности использования этих сведений при расследовании преступлений. Действия правоохранительных органов при этом могут иметь самые тяжелые последствия.
Для иллюстрации он приводит трагедию, произошедшую в одном из пригородов. Майкл вывозит студентов непосредственно на место событий, где рассказывает о ходе самого инцидента.
Глава семьи придерживался экстремистских взглядов правого толка, имел по этой причине проблемы с властями. Однажды его досье попало в ФБР, где его стали изучать на предмет выявления потенциальных террористов. Выяснилось, что он приобрел большое количество огнестрельного оружия. ФБР решает направить к его дому отряд спецназа во главе с женой Майкла Лией Фарадей. Она и агент Уит Карвер подходили к дому через лесную опушку, когда встретили младшего сына главы семьи, которому было 12 лет, возвращавшегося с рыбалки. Они не представились агентами ФБР, а лишь спросили, дома ли его папа. Мальчик побежал к дому с криками: «Мама, они здесь!» Агенты засели в укрытие, запретив снайперам стрелять без их приказа. Однако через минуту из дома выбежали двое сыновей с винтовками и начали стрелять в сторону засады. Снайперы открыли огонь на поражение без приказа. Жена и младший сын застрелены на месте. Старший сын ранен. Когда стрельба прекращается, Лия Фарадей отдает приказ спецназу идти к дому, сама остается снаружи одна. Агент Карвер отошёл, чтобы осмотреть тело убитого мальчика. В этот момент из леса выходит невестка главы семьи — мать с ребёнком на руках и с ружьем — и, обезумевшая от горя, убивает Лию в упор. Карвер стреляет в неё и убивает. Главы семейства в это время даже не было дома. Выяснилось, что он был коллекционером оружия и все ружья приобрел совершенно легально. Что за день до трагедии он предупредил семью о том, что к ним могут прийти бандиты, чтобы украсть его коллекцию. Мальчик принял агентов за бандитов. Никакого отношения к терроризму человек не имел. Но в результате операции погибло три человека. А всему виной оказались поднятое досье и данные, которые ФБР неправильно интерпретировало.
Описанный случай, позиционирующийся как якобы основанный на реальных событиях, произошедших 21-31 августа 1992 года на севере штата Айдахо, в предместье Руби-Ридж, значительно искажает их с пропагандистской целью. В фильме изображена абсолютно невиновная семья, которой угрожали грабители. В реальности же в Руби Ридж произошел штурм укрепленного логова религиозных фанатиков-антисемитов, готовившихся к свержению правительства США, называемого Уиверами ZOG (Сионистское оккупационное правительство), по указанию «Видений» и «Голосов», исходивших от «самого Бога».

### Признание Лэнга
Майкл сообщает о своих подозрениях Брук, однако она также считает это бредом. В один из дней Майкл приходит в дом Лэнгов, когда там были только две дочери. Под предлогом, что он потерял ключ от дома и хочет вызвать помощь, он проникает в кабинет Оливера. На стенах развешаны чертежи разных зданий в рамках. Шерил возвращается и застает Майкла в кабинете. Ей он повторяет свою легенду, и инцидент на этом заканчивается. В тот же день Майкл засыпает в кресле на своем заднем дворе, с ежегодником, раскрытым на странице с фотографией Фэнимора. В таком состоянии его находит Оливер. Он в бешенстве от того, что Майкл копается в его прошлом, которое его не касается. Он знает, что Майкл обманом проник в их дом и обыскивал его кабинет, после того как он был его гостем, пил его вино и ел его хлеб. Он требует, чтобы все свои вопросы и подозрения Майкл высказывал ему в лицо, а не вел тайных расследований за его спиной. Тогда Майкл, как бы оправдываясь, спрашивает, зачем тот сменил имя и лгал о себе. Оливер объясняет, что хотел забыть своё прошлое, чтобы ошибка, совершенная им в юности, не преследовала его всю жизнь. Что погибший Оливер Лэнг был его лучшим другом, и его имя он взял в его честь. Он рассказывает, что правительство, решив заполучить землю его отца, перекрыло ручей, из которого он брал воду для фермы. Отец вскоре разорился и решил покончить с собой, чтобы жена получила страховку. Однако страховка не покрыла всех долгов, и землю с домом все равно отобрали. Уильяму тогда было 16 и он по молодости зажегся жаждой мести. Поэтому он и бросил бомбу в правительственное здание. Но за то преступление он уже понес наказание, и это дело прошлого, которое никому не надо ворошить.

### Убийство Брук
Брук поехала в город за покупками. В гараже торгового центра она увидела машину Оливера, а затем и его самого, когда он разговаривал с каким-то человеком, что-то передал ему и что-то положил к себе в багажник. Брук решает проследить за ним. Оливер подъезжает к зданию службы доставки, оставив машину на парковке, заходит внутрь. Через несколько минут он выходит с несколькими людьми, одетыми в форму этой службы. В руках они несут большие металлические ящики и кладут их в микроавтобус, стоящий перед зданием. Брук срывается с места и уезжает. Один из людей замечает её машину. Брук останавливается у телефона и звонит домой. Майкла нет дома, она оставляет сообщение обо всем, что видела со словами: «Возможно, ты был прав насчет Лэнга.» Брук вешает трубку и оборачивается, видит, что все это время рядом с ней стояла Шэрил Лэнг. Мило улыбаясь, она говорит, что ездила за покупками. Что происходит далее, остается неизвестным. Но когда Майкл приезжает домой и включает телевизор, в новостях сообщают о машине, которая съехала с обрыва. Он узнает машину Брук, мчит на место происшествия, и полиция сообщает ему о гибели Брук.
Вернувшись домой, Майкл встречается с Лэнгами. Они все знают и пытаются его утешить. Он при них звонит Гранту в лагерь, но не решается сказать о случившемся, отложив это до его возвращения. Майкл в слезах просит у них прощения за то, что в последнее время вел себя как сыщик.

### Террористическая организация
На следующий день после гибели Брук Майклу звонит агент Карвер, выражает соболезнования, проявляет участие, обмолвившись, что он беспокоился, потому что Майкл вчера ему не отзвонил. Окончив разговор, Майкл вдруг осознает смысл этой фразы и перезванивает Карверу. Тот объясняет, что вчера днем звонил ему, не застал и оставил сообщение. Но на автоответчике не было сообщений. Выглянув в окно, Майкл видит, что в телефонном щитке копается ремонтник в форме и каске. Бросив трубку, он бежит в гараж, звонит Карверу из машины, умоляет верить ему в том, что происходит что-то ужасное, и просит проверить, кто вчера звонил на его номер.
Затем Майкл едет в Сент-Луис в дом террориста-одиночки. Там его с недовольством встречает его старый отец, принимая за журналиста, однако соглашается пустить и рассказать все, что ему известно. Отец говорит, что ФБР проверяло его сына вдоль и поперек, все его старые и последние связи, но ничего не нашло. Они посчитали его одиночкой. Но отец знает, что это не так. Его сын никогда бы не смог причинить зло детям. Он знал, что на первом этаже взорванного здания находился детский сад. Он всегда любил детей и заботился о них, ведь он был вожатым отряда «Следопытов». И отец показывает Майклу фотографию сына, где он изображен вместе с детьми из его отряда. Рядом с ним Майкл видит инструктора, которому он передал Гранта. В ужасе он едет в лагерь, по дороге звонит туда, сообщая о своем приезде, и просит никуда не отпускать Гранта. Но когда Майкл приезжает в лагерь, сотрудник сообщает ему, что Гранта и Брэйди увез домой их инструктор. И что сам Майкл час назад звонил и попросил об этом.
Уже затемно Майкл приезжает домой и видит, что в доме соседей вечеринка, много незнакомых людей. Он вбегает в кабинет Оливера, требуя сказать, где его сын. Оливер говорит, что с Грантом все в порядке и будет в порядке и дальше, если его папаша не станет делать глупостей в ближайшие 24 часа, например, говорить с федеральным агентом. Майкл напоминает, что он спас сына Оливера. Тот отвечает, что помнит. И именно поэтому Майкл все ещё жив. Что он будет вечно благодарен Майклу и будет рад отплатить ему тем же, вернув ему сына невредимым. Нужно лишь подождать до завтра, и все будет кончено.
… И завтра действительно все закончится.

## В ролях
- Джефф Бриджес — профессор Майкл Фарадей
- Тим Роббинс — Оливер Лэнг
- Джоан Кьюсак — Шэрил Лэнг (жена)
- Хоуп Дэвис — Брук Вулфи
- Роберт Госсетт — агент ФБР Уит Карвер
- Мейсон Гэмбл — Брэйди Лэнг (сын Лэнга)
- Спенсер Трит Кларк — Грант Фарадей (сын Фарадея)
- Стенли Андерсон — доктор Арчер Скоби
- Вивиан Вайвз — медсестра

### Рецензии
- Roger Ebert. Arlington Road (англ.). // Rogerebert.com (9 июля 1999). Дата обращения: 10 апреля 2015.
- Janet Maslin[англ.]. 'Arlington Road': Think Again Before Borrowing a Cup of Sugar (англ.). // New York Times (9 июля 1999). Дата обращения: 10 апреля 2015.
- Bob Graham. Paranoia Pays Off in `Road'. Top-notch acting covers rough spots in suspense thriller (англ.). // San Francisco Chronicle (9 июля 1999). Дата обращения: 10 апреля 2015.
- Wesley Morris. 'Arlington Road' leads to paranoia-ville (англ.). // San Francisco Examiner[англ.] (9 июля 1999). Дата обращения: 10 апреля 2015.
- James Berardinelli[англ.]. Arlington Road (англ.). // ReelViews. Дата обращения: 10 апреля 2015.